# Roadrunner United
Roadrunner United é a banda formada para comemorar o 25º aniversário da Roadrunner Records. Eleita pela Metal Hammer como "Best Metal Label" (melhor gravadora de Metal) no ano de 2007, a Roadrunner Records comemorou 25 anos em 2005 e resolveu lançar um CD comemorativo. Com a ideia de dar total liberdade para 4 “Capitães” - Joey Jordison (Slipknot, Murderdolls), Dino Cazares (Asesino, Nailbomb, Divine Heresy, Fear Factory, ex-Brujeria), Robb Flynn(Machine Head, ex-Vio-lence) e, com apenas 19 anos na época, o criador do single “The End” Matt Heafy (Trivium) - montarem suas bandas e músicas, o CD conta com a participação de 57 artistas de 45 bandas que fazem, ou fizeram, parte da história da gravadora em 18 faixas.

## Faixas do Álbum
| N.º | Título                                 | Duração |  |
| 1.  | "The Dagger"                           | 05:31   |  |
| 2.  | "The Enemy"                            | 04:44   |  |
| 3.  | "Annihilation By The Hands Of God"     | 05:30   |  |
| 4.  | "In The Fire"                          | 04:07   |  |
| 5.  | "The End"                              | 03:35   |  |
| 6.  | "Tired 'N Lonely"                      | 03:37   |  |
| 7.  | "Independent (Voice of the Voiceless)" | 04:51   |  |
| 8.  | "Dawn Of A Golden Age"                 | 04:09   |  |
| 9.  | "The Rich Man"                         | 06:49   |  |
| 10. | "No Way Out"                           | 03:27   |  |
| 11. | "Baptized In The Redemption"           | 03:19   |  |
| 12. | "Roads"                                | 02:24   |  |
| 13. | "Blood & Flames"                       | 05:38   |  |
| 14. | "Constitution Down"                    | 05:04   |  |
| 15. | "I Don't Wanna Be (A Superhero)"       | 02:02   |  |
| 16. | "Army Of The Sun"                      | 03:48   |  |
| 17. | "No Mas Control"                       | 03:01   |  |
| 18. | "Enemy Of The State"                   | 05:08   |  |

## Artistas
1. The Dagger:
- Howard Jones (ex-Killswitch Engage, Blood Has Been Shed) — Vocal
- Robb Flynn (Machine Head, ex-Vio-lence) — Vocal e Guitarra Base
- Jeff Waters (Annihilator) — Guitarra Solo
- Jordan Whelan (Still Remains) — Guitarra Base
- Christian Olde Wolbers (Fear Factory) — Baixo
- Andols Herrick (ex-Chimaira) — Bateria

2. The Enemy:
- Mark Hunter (Chimaira) — Vocal
- Andreas Kisser (Sepultura) — Guitarra Solo e Violão
- Dino Cazares (Asesino, ex-Brujeria, ex-Fear Factory) — Guitarra Base
- Paul Gray (Slipknot) — Baixo
- Roy Mayorga (Stone Sour, ex-Soulfly, ex-Medication, ex-Thorn) — Bateria

3. Annihilation by the Hands of God:
- Glen Benton (Deicide) — Vocal
- James Murphy (ex-Testament, ex-Death, ex-Obituary, ex-Cancer, ex-Disincarnate) — Guitarra Solo
- Rob Barrett (Cannibal Corpse, ex-Malevolent Creation) — Guitarra Base
- Matt DeVries (Chimaira) — Guitarra Base
- Steve DiGiorgio (Testament, Sadus, ex-Death) — Baixo
- Joey Jordison (ex-Slipknot, Murderdolls) — Bateria

4. In the Fire:
- King Diamond (King Diamond, Mercyful Fate) — Vocal
- Matt Heafy (Trivium, Capharnaum) — Guitarra Solo e Guitarra Base
- Corey Beaulieu (Trivium) — Guitarra Solo e Guitarra Base
- Mike D'Antonio (Killswitch Engage) — Baixo
- Dave Chavarri (Ill Niño) — Bateria

5. The End:
- Matt Heafy (Trivium, Capharnaum) — Vocal e Guitarra Solo
- Dino Cazares (Asesino, ex-Brujeria, ex-Fear Factory) — Guitarra Base
- Logan Mader (ex-Machine Head, ex-Soulfly, ex-Medication) — Guitarra Base
- Nadja Peulen (ex-Coal Chamber) — Baixo
- Rhys Fulber (Front Line Assembly) — Teclado
- Roy Mayorga (ex-Soulfly, ex-Medication, ex-Thorn) — Bateria

6. Tired 'N Lonely:
- Keith Caputo (Life of Agony) — Vocal
- James Root (Slipknot, Stone Sour) — Guitarra Solo
- Acey Slade (Murderdolls, Trashlight Vision, ex-Dope) — Guitarra Base
- Tommy Niemeyer (The Accüsed, ex-Gruntruck) — Guitarra Base
- Matt Baumbach (ex-Vision of Disorder) — Guitarra Base
- Joey Jordison (Slipknot, Murderdolls) — Baixo e Bateria

7. Independent (Voice of the Voiceless):
- Max Cavalera (Cavalera Conspiracy, Soulfly, ex-Sepultura, ex-Nailbomb) — Vocal
- Jeff Waters (Annihilator) — Guitarra Solo
- Robb Flynn (Machine Head, ex-Vio-lence) — Guitarra Base e Teclado
- Jordan Whelan (Still Remains) — Guitarra Base
- Christian Olde Wolbers (Fear Factory) — Baixo
- Andols Herrick (ex-Chimaira) — Bateria

8. Dawn of a Golden Age:
- Dani Filth (Cradle of Filth) — Vocal
- Matt Heafy (Trivium, Capharnaum) — Guitarra Solo e Guitarra Base
- Justin Hagberg (3 Inches of Blood) — Guitarra Base
- Sean Malone (Gordian Knot, ex-Cynic) — Baixo
- Mike Smith (Suffocation) — Bateria

9. The Rich Man:
- Corey Taylor (Slipknot, Stone Sour) — Vocal
- Robb Flynn (Machine Head, ex-Vio-lence) — Guitarra Base e Teclado
- Jordan Whelan (Still Remains) — Guitarra Base
- Christian Olde Wolbers (Fear Factory) — Baixo
- Andols Herrick (ex-Chimaira) — Bateria

10. No Way Out:
- Daryl Palumbo (Glassjaw, Head Automatica) — Vocal
- Matt Baumbach (ex-Vision of Disorder) — Guitarra e Baixo
- Tom Holkenberg (Junkie XL) — Synths
- Joey Jordison (ex-Slipknot, Murderdolls) — Baixo e Bateria

11. Baptized in the Redemption:
- Dez Fafara (DevilDriver, ex-Coal Chamber) — Vocal
- Andreas Kisser (Sepultura) — Guitarra Solo
- Dino Cazares (Asesino, ex-Brujeria, ex-Fear Factory) — Guitarra Base
- Paul Gray (Slipknot) — Baixo
- Roy Mayorga (Stone Sour, ex-Soulfly, ex-Medication, ex-Thorn) — Bateria

12. Roads:
- Mikael Åkerfeldt (Opeth) — Vocal
- Josh Silver (Type O Negative) — Teclado e vocal de apoio

13. Blood & Flames:
- Jesse David Leach (Seemless, Killswitch Engage) — Vocal
- Matt Heafy (Trivium, Capharnaum) — Guitarra Base, Guitarra Solo, Violão e Vocal
- Josh Rand (Stone Sour) — Guitarra Base
- Mike D'Antonio (Killswitch Engage) — Baixo
- Johnny Kelly (Type O Negative) — Bateria

14. Constitution Down:
- Kyle Thomas (ex-Exhorder, ex-Floodgate) — Vocal
- Andy La Rocque (King Diamond) — Guitarra Solo
- James Murphy (ex-Testament, ex-Death, ex-Obituary, ex-Cancer, ex-Disincarnate) — Guitarra Solo
- Rob Barrett (Cannibal Corpse, ex-Malevolent Creation) — Guitarra Base
- Matt DeVries (Chimaira) — Guitarra Base
- Steve DiGiorgio (Testament, Sadus, ex-Death) — Baixo
- Joey Jordison (ex-Slipknot, Murderdolls) — Bateria

15. I Don't Wanna Be (A Superhero):
- Michale Graves (ex-Misfits) — Vocal
- Matt Heafy (Trivium, Capharnaum) — Guittara Base e Guitarra Solo
- Justin Hagberg (3 Inches of Blood) — Guitarra Base
- Mike D'Antonio (Killswitch Engage) — Baixo
- Dave Chavarri (Ill Niño) — Bateria

16. Army of the Sun:
- Tim Williams (Bloodsimple, ex-Vision Of Disorder) — Vocal
- Robb Flynn (Machine Head, ex-Vio-lence) — Guitarra Base
- Jordan Whelan (Still Remains) — Guitarra Base
- Christian Olde Wolbers (Fear Factory) — Baixo
- Andols Herrick (ex-Chimaira) — Bateria

17. No Mas Control:
- Cristian Machado (Ill Niño) — Vocal
- Souren "Mike" Sarkisyan (Spineshank) — Guitarra Solo
- Andreas Kisser (Sepultura) — Guitarra Solo
- Dino Cazares (Asesino, ex-Brujeria, ex-Fear Factory) — Guitarra Base
- Marcelo Dias (ex-Soulfly) — Baixo
- Dave McClain (Machine Head, ex-Sacred Reich) — Bateria

18. Enemy of the State:
- Peter Steele (Type O Negative, ex-Carnivore) — Vocal e Teclado
- Steve Holt (36 Crazyfists) — Guitarra Base e Violão
- Dave Pybus (Cradle of Filth, ex-Anathema, ex-Dreambreed) — Baixo
- Josh Silver (Type O Negative) — Teclado
- Joey Jordison (ex-Slipknot, Murderdolls) — Bateria